# Font de la Casa del Rei
La Font de la Casa del Rei és una font de l'enclavament dels Masos de Baiarri, a l'antic terme de Claverol, pertanyent a l'actual municipi de Conca de Dalt, al Pallars Jussà.
Està situada a 985 metres d'altitud, a l'esquerra de la llau de Perauba, al sud-est de l'Obaga de Castilló i al nord-est de l'Obaga Fosca.